# Luis Vallés Calvo
Luis Vallés Calvo (Tendilla, província de Guadalajara, 5 de gener de 1953), també conegut com a Koldo Vallés és un director artístic espanyol. Va començar la seva carrera cinematogràfica en la dècada del 1980 en el departament d'escenografia de TVE, però s'inicià al cinema com a assistent del departament de decoració a La fuga de Segovia (1981) o Valentina (1982) i Soldados de plomo. Després ha estat director artístic en més de 26 pel·lícules, i en cinc ocasions ha estat candidat al Goya a la millor direcció artística, el 1991 per Beltenebros, el 1992 per El maestro de esgrima, el 1993 per Madregilda el 1999 per Volavérunt i el 2008 per la conjura de El Escorial. Tot i que no han estat premiades, ha exercit de director artístic a ¿Por qué lo llaman amor cuando quieren decir sexo? (1993), Todos los hombres sois iguales (1994), Entre rojas (1995), Malena es un nombre de tango (1996), Yoyes (2000) i El misterio Galíndez (2003).
Des de 2008 ha estat dissenyador de producció de diverses sèries de televisió com El tiempo entre costuras (2013), El Príncipe (2014), El Caso. Crónica de sucesos (2015) i Víctor Ros (2016).